# Giancarlo Berardi (pisac stripova)
Giancarlo Berardi (Genova, 15. studenoga 1949.) talijanski je pisac stripova. Najpoznatiji je kao tvorac stripova Ken Parker (1977.) i Julia (1998).